# Operación Ortsac
Operación Ortsac fue el nombre dado a un proyecto de invasión de Cuba planeada por las fuerzas armadas de los Estados Unidos durante la crisis de los misiles de octubre de 1962. El nombre derivaba del primer apellido del entonces líder comunista cubano Fidel Castro deletreado al revés.

## Historia
Durante la Crisis de los Misiles en Cuba, tras el descubrimiento de misiles SS-4 establecidos en la isla, el Gobierno de EE. UU. barajó diversas opciones incluyendo el bloqueo, ataques aéreos, o ataques militares contra las posiciones de misiles cubanos. Las armas nucleares aportadas por la Unión Soviética pudieron ser destruidas por un ataque militar con la ayuda de aviones antes de que fueran operativos. El plan fue rechazado en favor del bloqueo, ya que el presidente John F. Kennedy estaba en contra del enfrentamiento directo.
Un ataque americano habría dado lugar probablemente a la muerte de soldados soviéticos y a un ataque en otra posición americana en el mundo como Berlín Occidental. Tales movimientos habrían dado lugar posiblemente a una guerra nuclear entre la Unión Soviética y los Estados Unidos. También, un ataque militar probablemente no habría podido destruir todos los misiles con muchas de las posiciones ocultas a los planos de reconocimiento de los U-2. Tampoco podría hubiese evitado que el primer ministro soviético Nikita Krushchev enviase nuevos refuerzos a Cuba.

## Legado
Tras la disolución de la Unión Soviética, los rusos revelaron que los misiles de mediano alcance en Cuba eran casi completamente operacionales en aquel momento, y un grupo más pequeño de misiles tácticos nucleares se encontraban presentes bajo comando de oficiales de campo, aunque la utilización fue descartada rápidamente. Un ataque contra estas posiciones habría dado lugar al uso de las armas nucleares tácticas.